# Janík
Janík (in ungherese Jánok) è un comune della Slovacchia facente parte del distretto di Košice-okolie, nella regione di Košice.